# Велосипедна касета

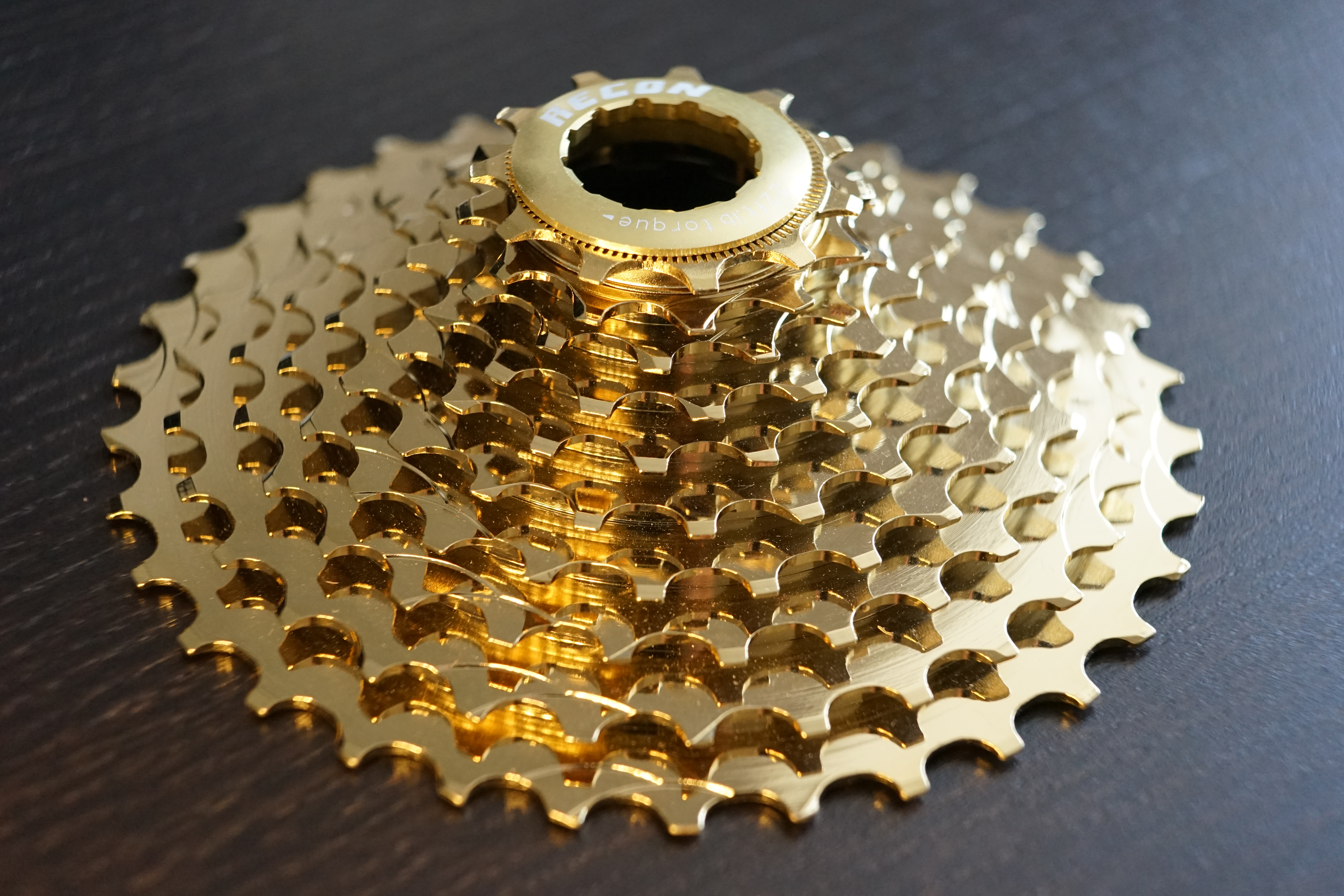
10-швидкісна велосипедна касета

У велосипеді велосипедна касета (англ. cogset) чи просто ж касета або ж комплект задніх зірочок — це набір зірочок, що приєднуються до втулки задньому колесі велосипеда. Велосипедна касета працює з задньою системою перемикання швидкостей аби з допомогою зубчатої передачі забезпечити велосипедисту переключання на різні швидкості. Система задніх зірочок буває двох типів: обгінна муфта (муфта вільного ходу, втулка вільного ходу, сленг. тріскачка, англ. freewheel) та касетного типу, остання є більш сучасною розробкою. Хоча обидва типи систем задніх зірочок виконують однакову функцію і після встановлення виглядають майже так само, вони мають важливі механічні відмінності і не є взаємозамінними.
Зазвичай, термін велосипедна касета відноситься до обох типів систем задніх зірочок.

## Втулка вільного ходу

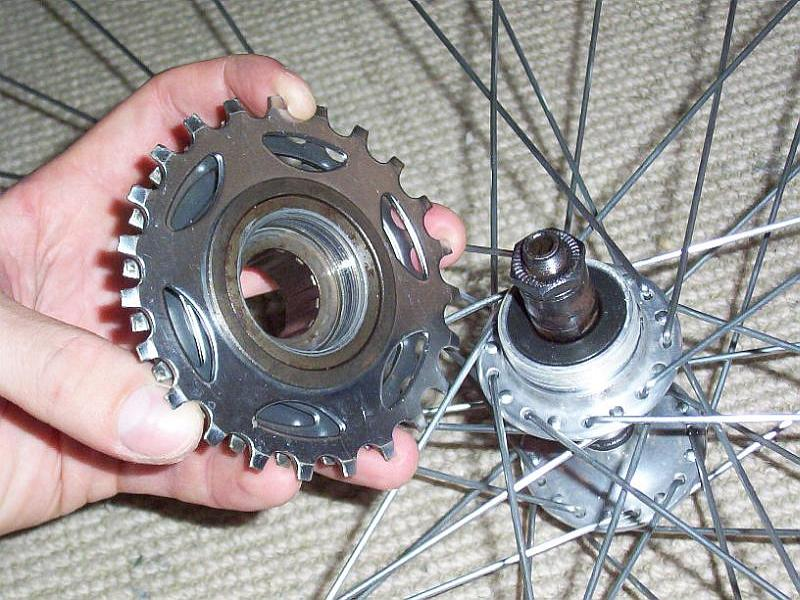
Тріскачка зі втулкою.

Муфта, чи втулка вільного ходу, він же блок (зірочок) складається з одної або кількох зірочок, що монтуються на деталь, що містить в собі внутрішній храповий механізм і встановлюється на різьбовий концентратор. Є різні типи задньосьових різьбових концентраторів, в залежності від країни виробництва, французькі та британські концентратори є найбільш поширеними. Концентратор британського C.E.I. (Cycle Engineers Institute — Інститут вело-інженерів) був прийнятий як міжнародний стандарт і тепер відомий як B.S.C. (British Standard Cycle). Це стандартизована правостороння різьба (1.375 x 24 TPI) на яку накручується стандартна муфта. Це дозволяє різні бренди трещоток монтувати на різні бренди втулок.

## Касети

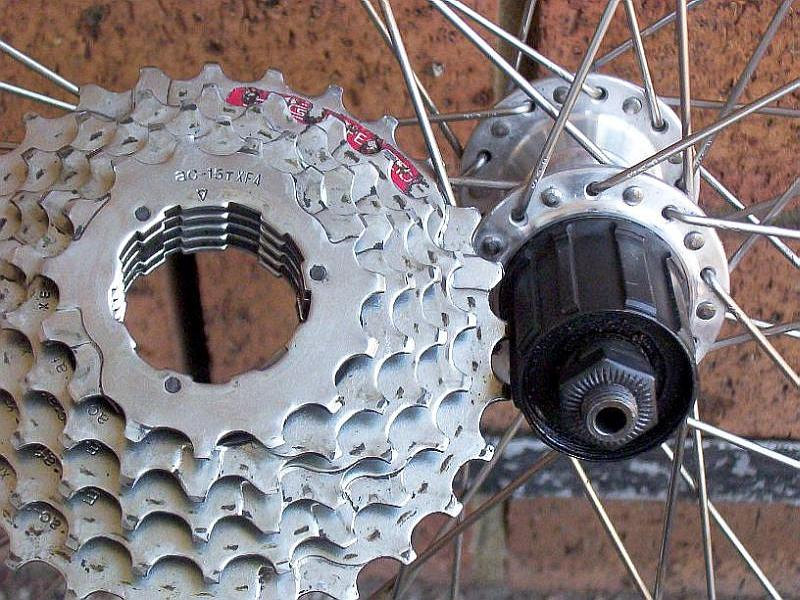
Касета фірми Shimano

Касети відрізняються від втулок вільного ходу тим, що касета має ряд прямих шпіцьових з'єднань що утворюють механічне з'єднання між зірочками та сумісним концентратором, втулкою з встроєною тріскачкою (англ. freehub)), що містить храповий механізм. Вся касета тримається на втулці з допомогою різьбового замка. Деякі касетні системи з пізніх 1980-х та ранніх 1990-х використовують малу різьбову зірочку щоб утримувати більші шліцеві зірочки. Касети, коли вони встановлені, нагадують втулку вільного ходу, але вони відрізняються, коли зняті, оскільки вони не містять внутрішнього храпового механізму.